# Сновянка
Сновя́нка (укр. Снов'я́нка, бывш. Борки) — село Черниговского района Черниговской области Украины. Население 626 человек.
Код КОАТУУ: 7425581004. Почтовый индекс: 15532. Телефонный код: +380 462.

## История
Возле села Сновянка обнаружены поселения эпохи неолита (V—IV тысячелетия до н. э.), бронзы (II тысячелетие до н. э.) и раннего железа (VI—III вв. до н. э.).

## Власть
Орган местного самоуправления — Боромыковский сельский совет. Почтовый адрес: 15532, Черниговская обл., Черниговский р-н, с. Боромыки, ул. Музыченко, 17.

## Транспорт
По территории села проходит автодорога национального значения Н-27

## Галерея

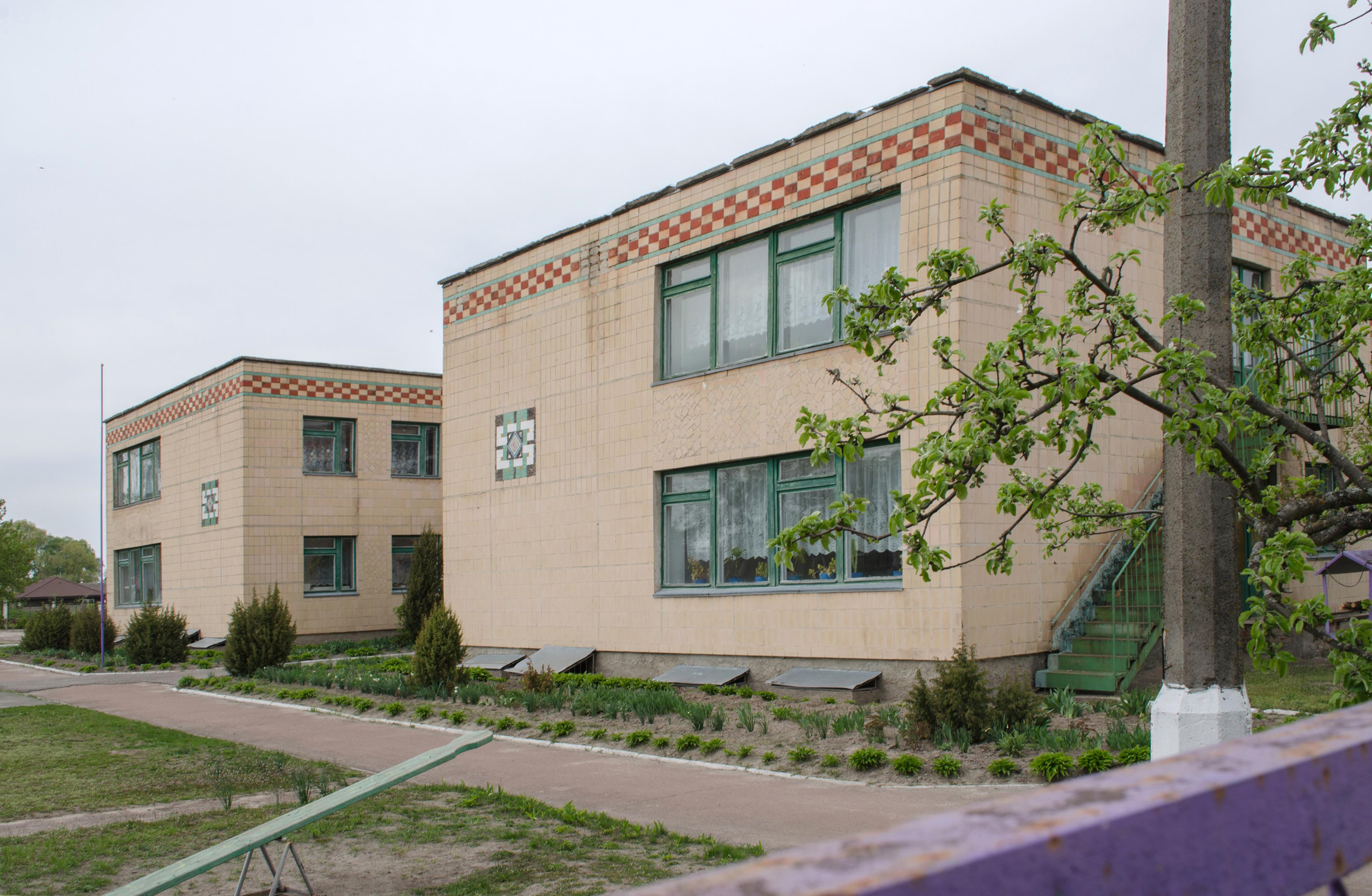
Школа
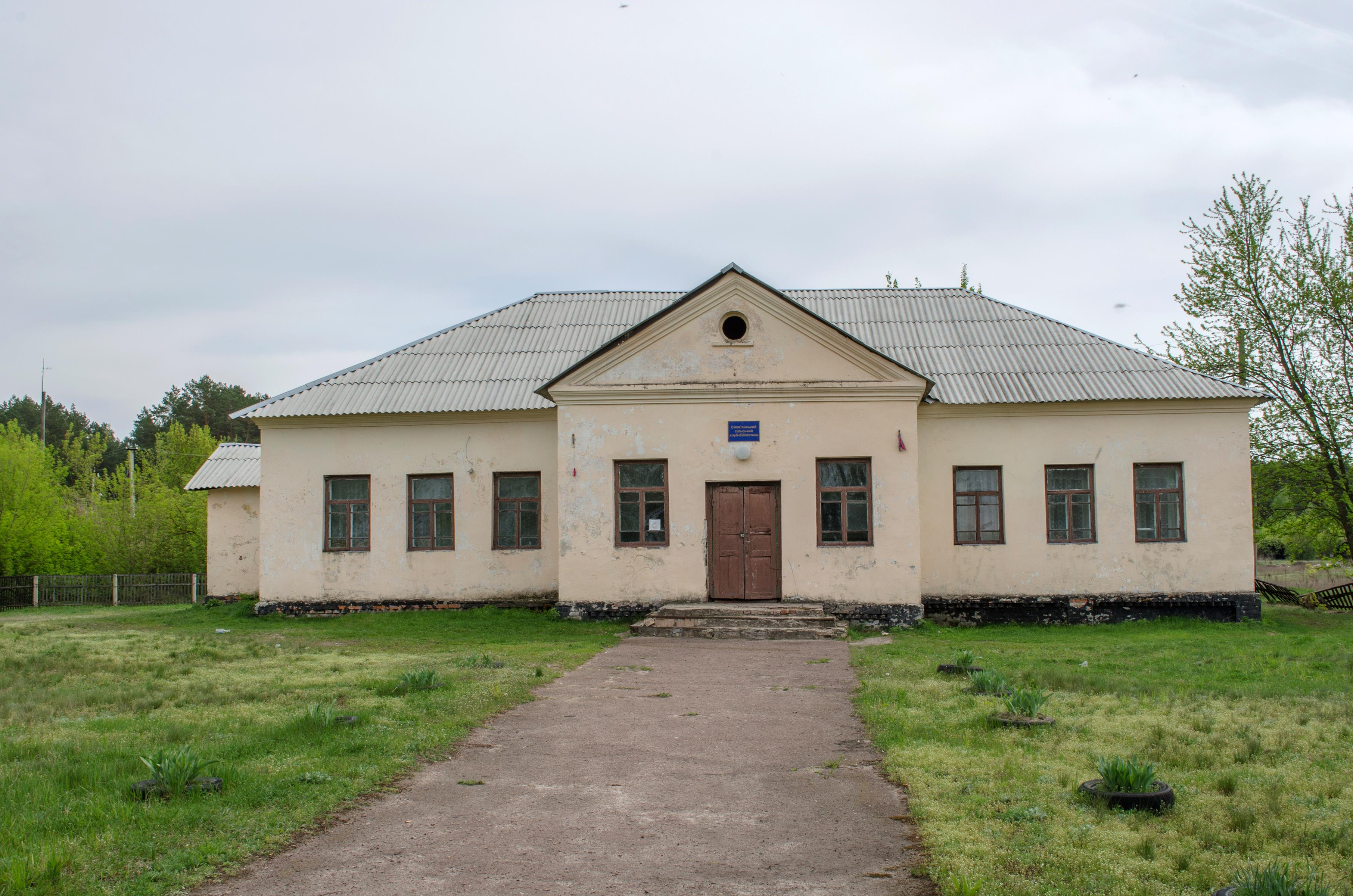
Клуб-библиотека
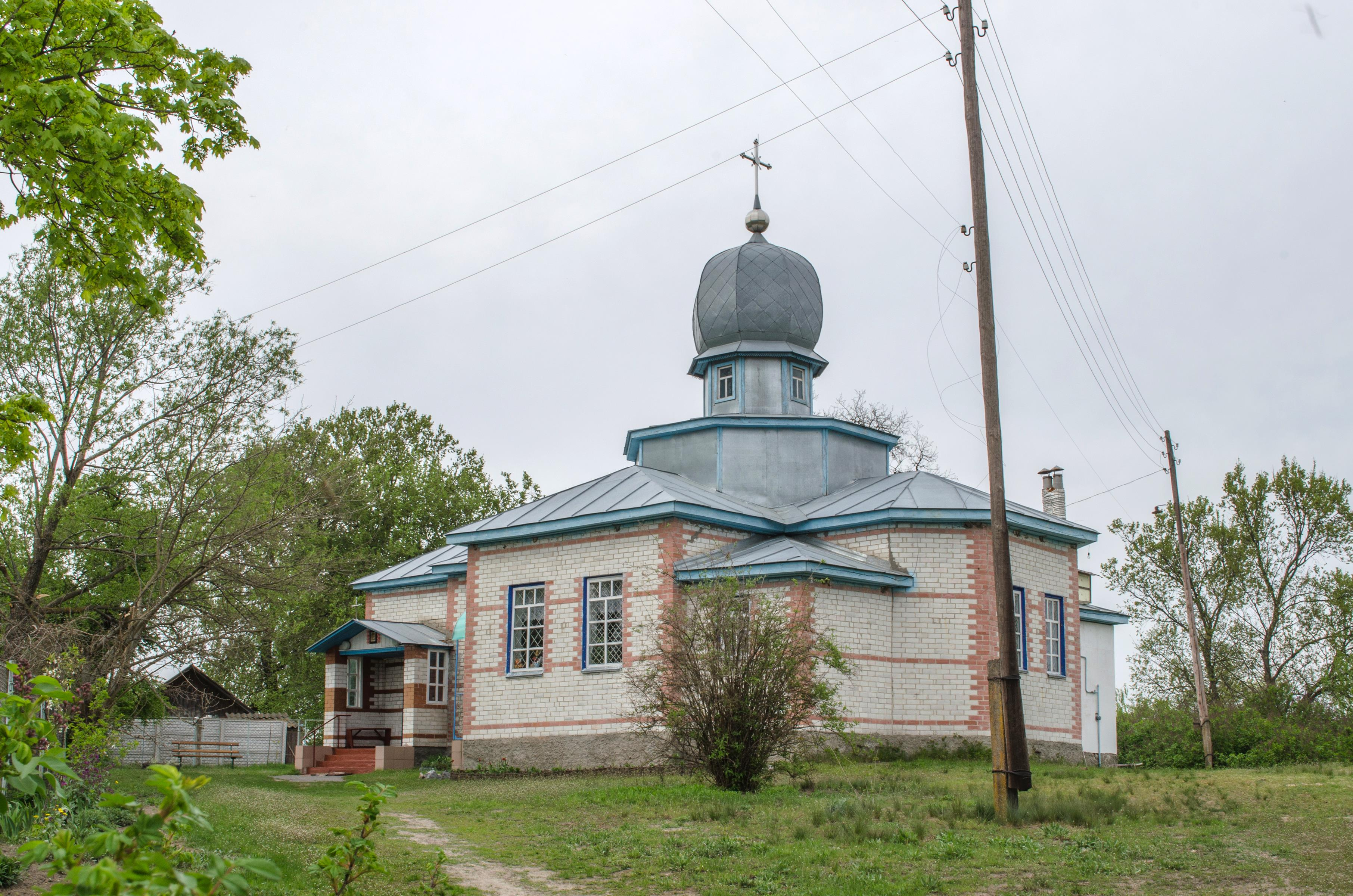
Церковь
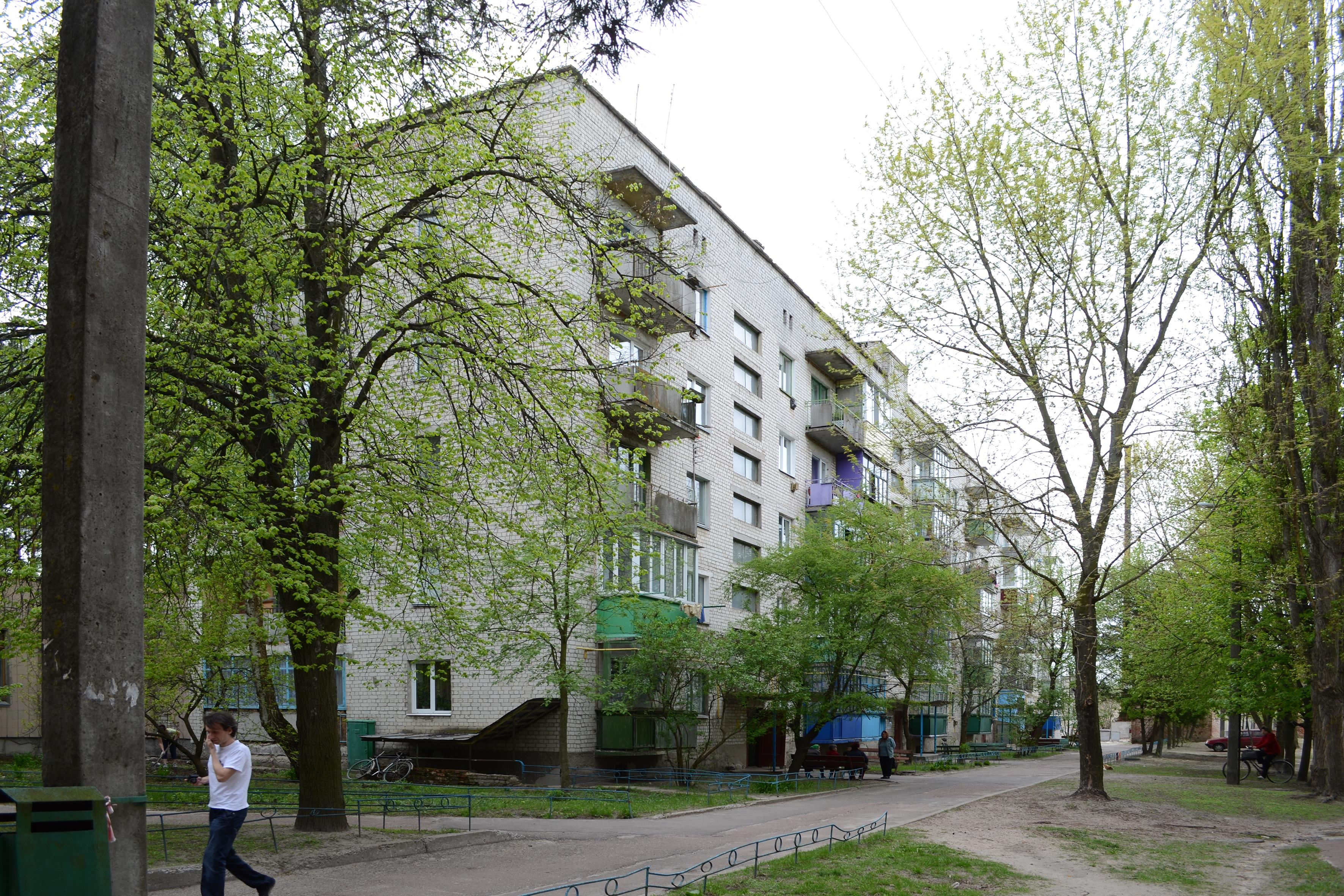
Жилой дом
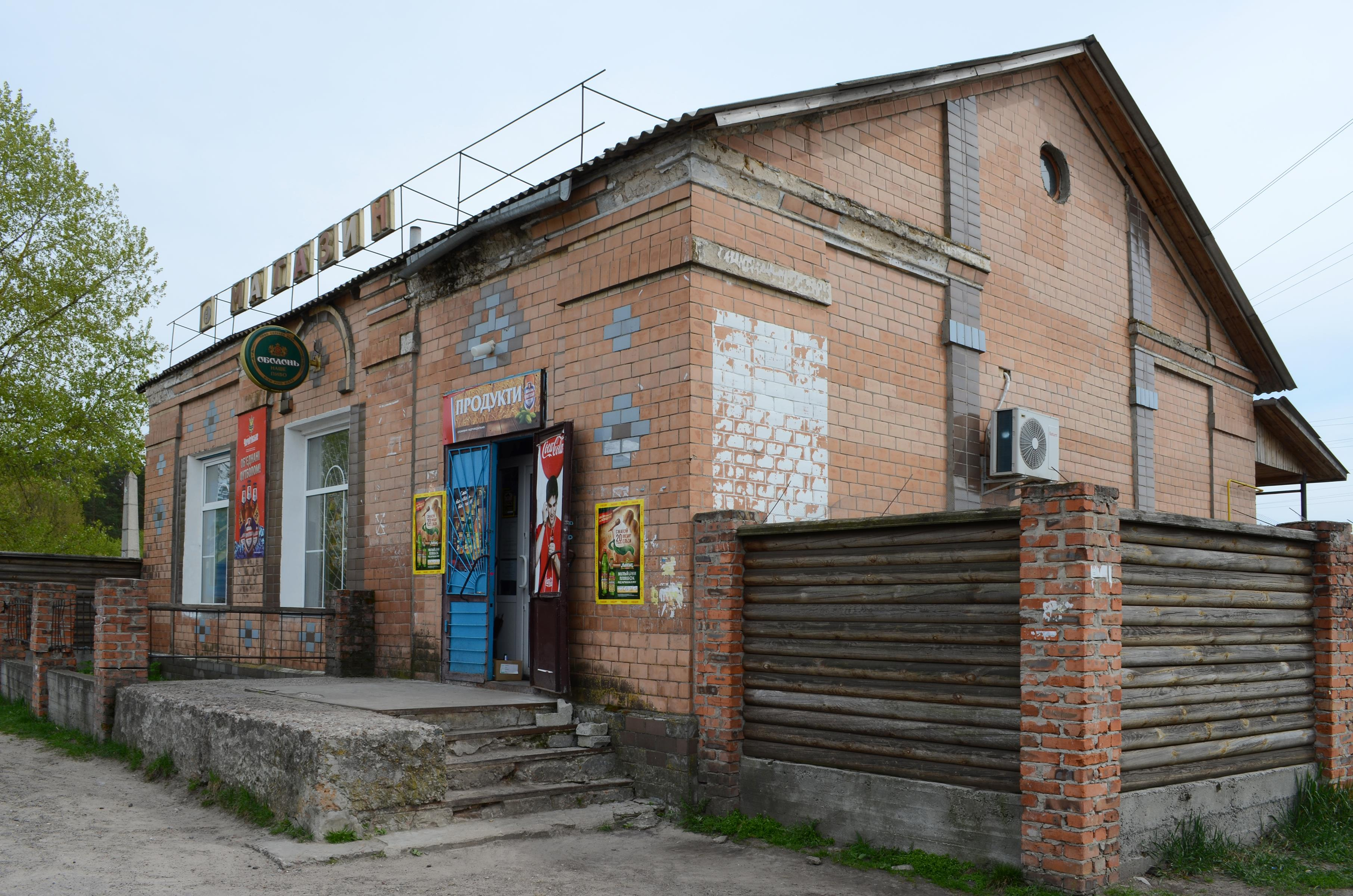
Магазин
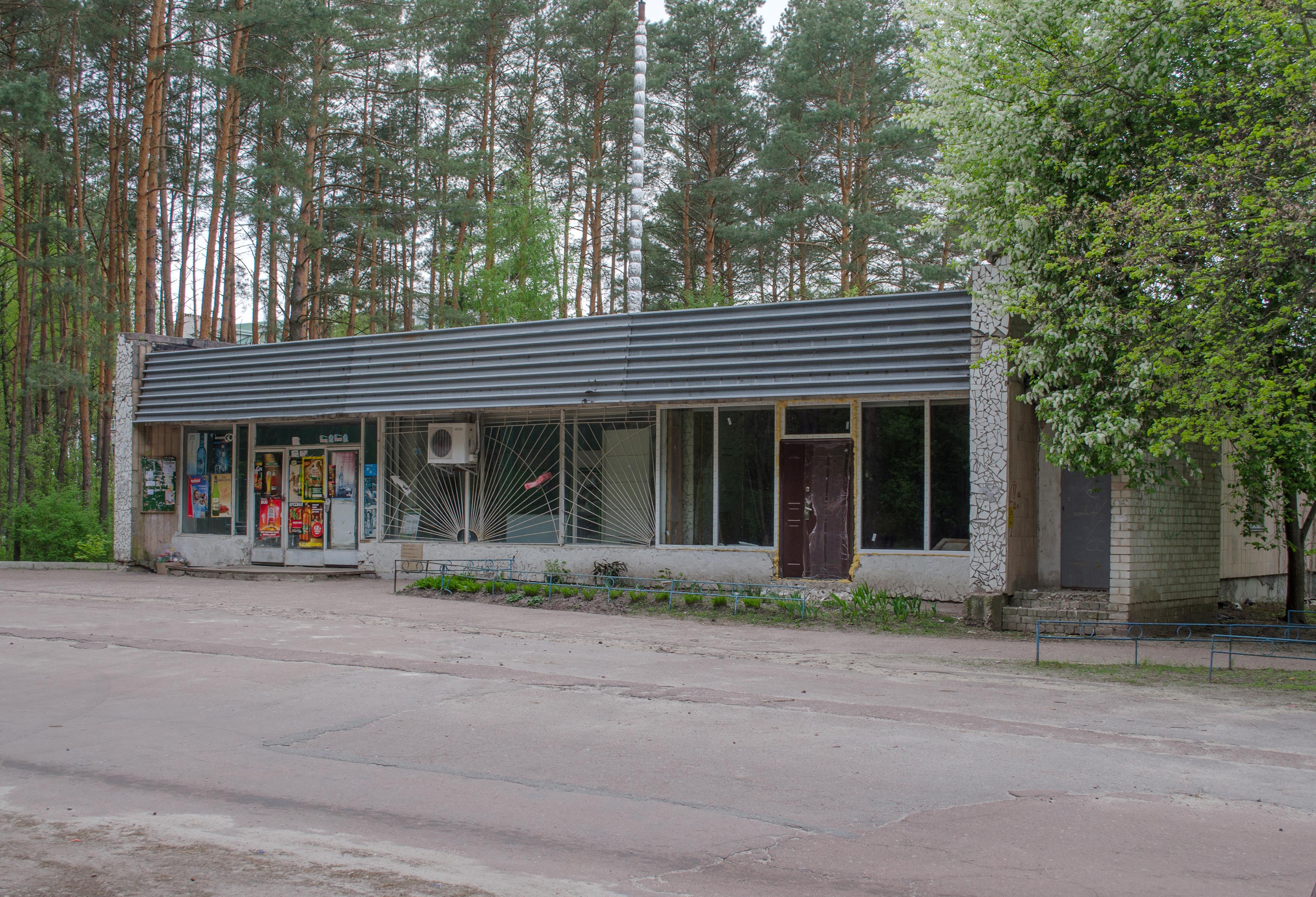
Магазин
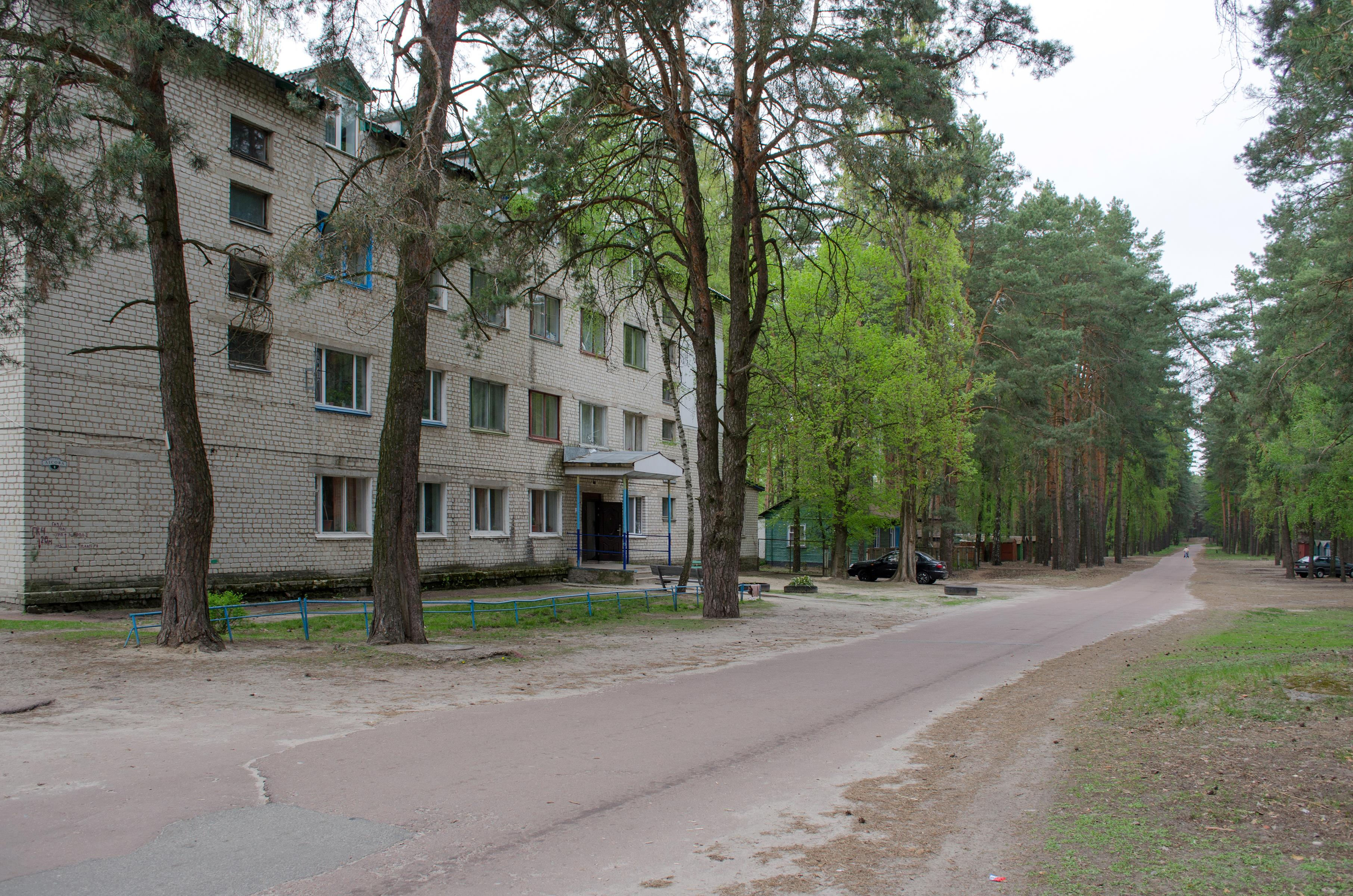
Четырёхэтажка (бывшее общежитие)
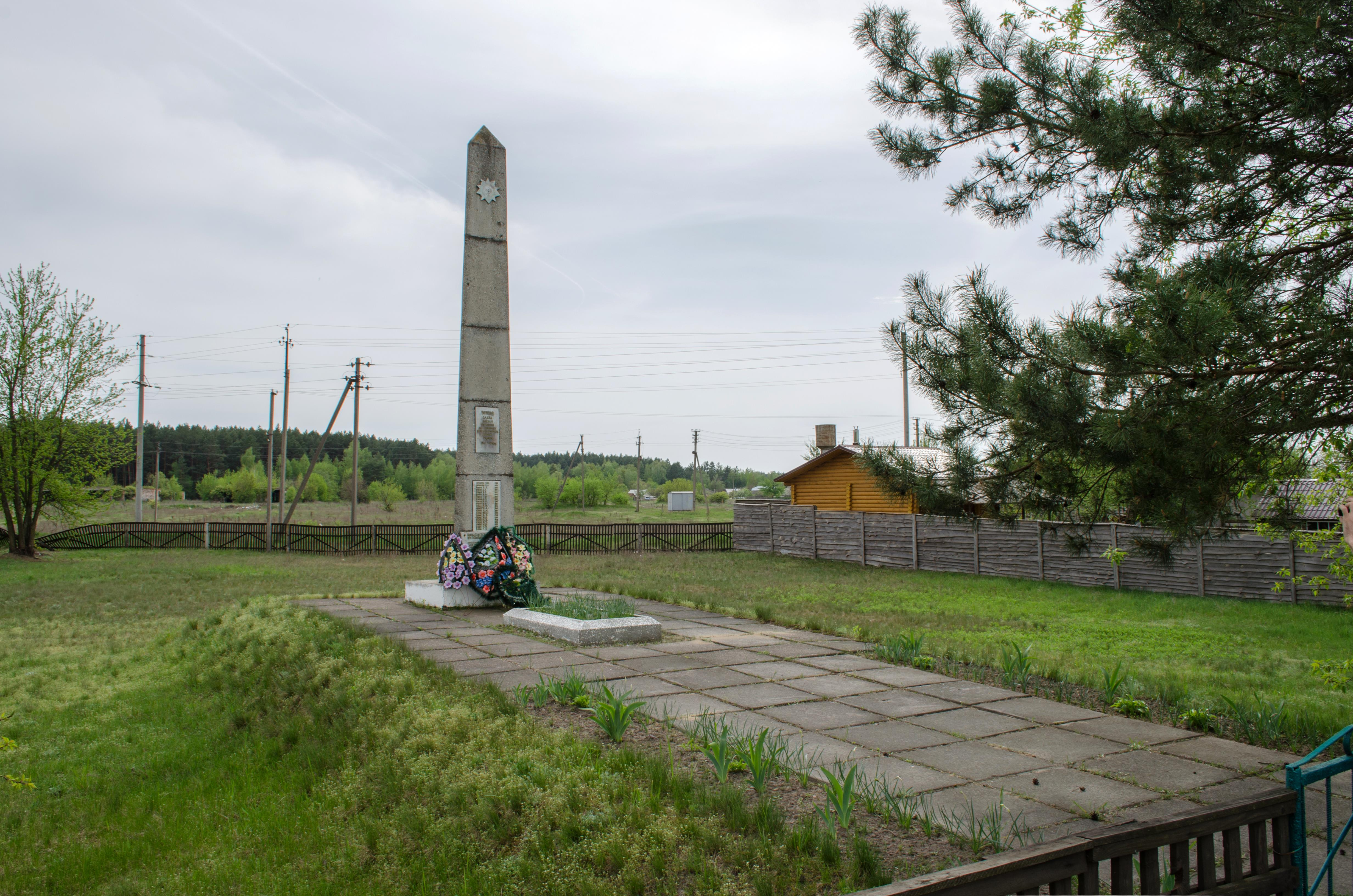
Памятный знак воинам-односельчанам
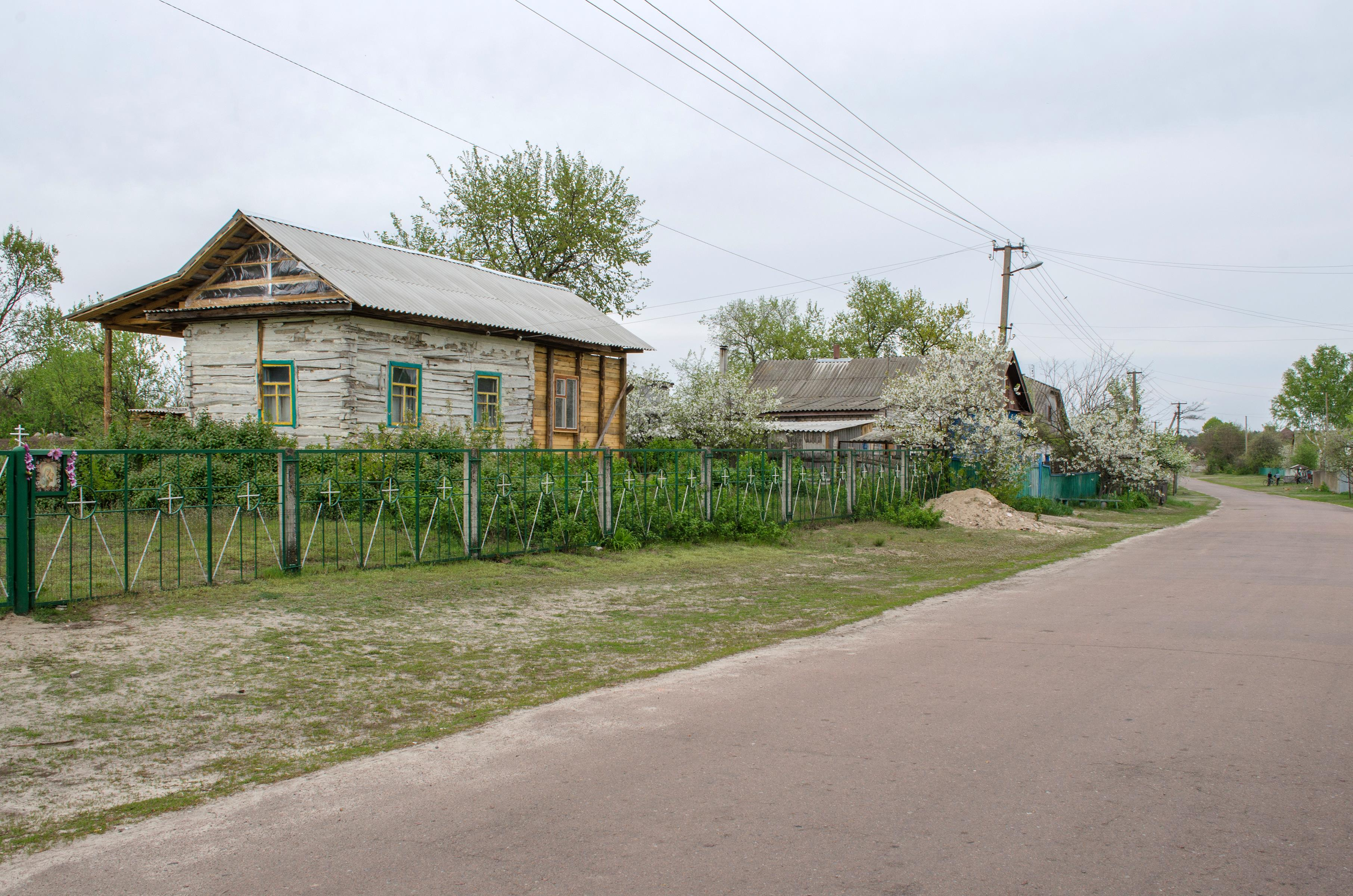
Улица
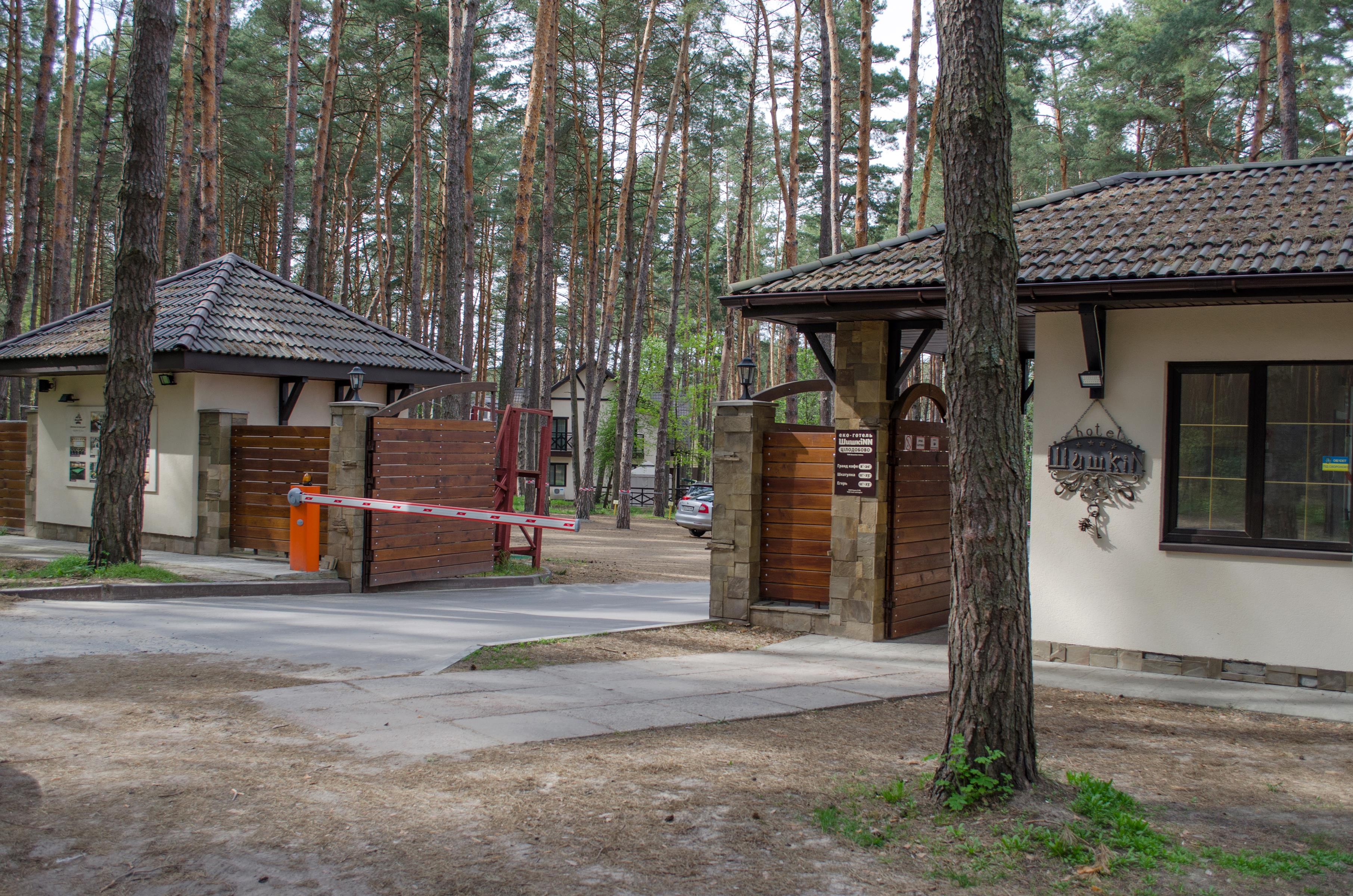
Отельний комплекс "ШишкіNN"
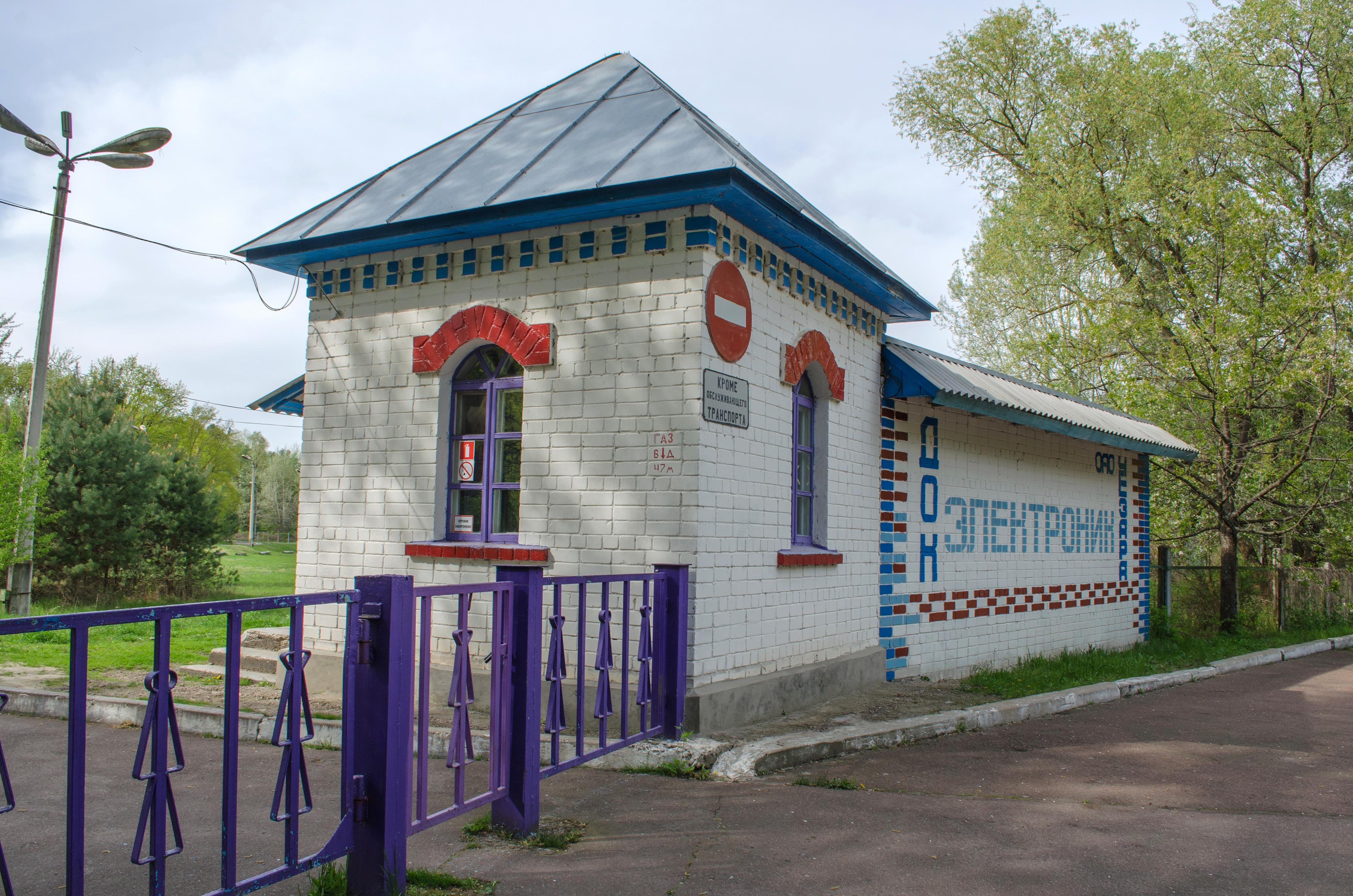
Детский лагерь "Электроник"